# 134. Infanterie-Division (Wehrmacht)
La 134. Infanterie-Division fu una divisione dell'esercito tedesco attiva durante la seconda guerra mondiale che venne creata nel 1940 e fu schierata lungo il fronte orientale dove fu distrutta nel giugno 1944.

## Storia
La divisione venne costituita con ordinanza del 19 settembre 1940, nella zona di addestramento militare di Grafenwöhr; inizialmente doveva essere formata come 133. Infanterie-Division (mot.), tuttavia con ordine del 21 settembre 1940, la numerazione della divisione fu modificata in 134. Infanterie-Division. Circa due terzi degli uomini provenivano da divisioni già schierate nella campagna di Polonia del 1939 e nella campagna di Francia del 1940. Alla fine di febbraio 1941 la fase di formazione terminò e nella seconda metà di marzo venne spostata da Ratisbona verso il fronte orientale, dove fu schierata nella zona di Lodz. A giugno avanzò quindi verso il Bug, a nord-ovest di Brest-Litovsk ed il 22 giugno, giorno in cui iniziò l'operazione Barbarossa, attraversò il Bug vicino a Mielnik. Il 4 luglio iniziò la sua avanzata attraverso la Bielorussia, combattendo lungo la Beresina e tra la metà di luglio e l'inizio di agosto, si trasferì nell'area a sud di Bobruisk, dove dovette respingere i contrattacchi sovietici. Dopo aver attraversato la Beresina, attraversò anche il Dnepr e verso la fine di agosto incrociò la 45. Infanterie-Division a Gomel, per poi attraversare il Desna e prendere parte delle operazioni preliminari per la battaglia di Kiev. L'8 settembre prese Černigov e prese parte alla creazione della sacca di Kiev a sud-est, dove fu coinvolta in pesanti combattimenti che durarono fino al 29 settembre.
La divisione fu trasferita all'Heeresgruppe Mitte ed il nuovo obiettivo era Mosca, avanzò su Konotop e Rylsk, dove rimase impantanata fino a metà novembre, ed a parte la battaglia dalla sacca di Bryansk, durante questo periodo non fu coinvolta in grandi combattimenti. Dal 7 novembre riiniziò ad avanzare, ma senza attrezzature invernali adeguate; raggiunse la zona di Livny e combatté aspramente contro le truppe dell'armata rossa nell'area a ovest di Elec. A dicembre a causa della mancanza di equipaggiamento invernale e di rifornimenti, i soldati soffrivano temperature gelide che raggiungevano quasi 40 gradi sotto zero ed alcune posizioni vicino a Mosca dovettero essere abbandonate. Nella prima metà di gennaio 1942 la divisione venne rinfrescata nella zona di Orël ed alla fine del mese tornò a combattere. Il disgelo iniziato alla fine di marzo diede inizio ad un periodo di guerra di trincea sulla Resseta, che durò fino alla fine di luglio. A partire da agosto combatté nella zona del Shisdra e aiutò nell'avanzata tedesca sul Caucaso
Dopo il fallimento nella battaglia di Kursk e i contrattacchi russi a Orel e Kharkov, il 12 luglio 1943 iniziò l'offensiva sovietica contro il settore tra Shisdra e Bolkhov, dove era schierata la divisione; in questa zona seguirono costose battaglie difensive che portarono alla ritirata sul Dessna, sullo Ssosh ed sul Dnepr verso la fine di settembre. Il 15 ottobre il nemico era riuscito a formare una testa di ponte sul Dnepr, da dove a novembre attaccò nella settore tra Gomel e Bobruisk, ma dopo aspri combattimenti, i sovietici riuscirono a sfondare e la divisione si ritirò verso la Beresina. All'inizio di ottobre 1943, la divisione prese posizione sulla riva occidentale dello Sosh, a Vetka; tuttavia il nemico dopo un massiccio uso dell'artiglieria e l'impiego di numerosi aerei da battaglia e da bombardamento, lanciò un attacco e riuscì a occupare Vetka, tuttavia dopo il contrattacco la situazione fu ristabilita. Nonostante ciò i sovietici continuarono ad attaccare fino al 25 novembre e dopo varie offensive la divisione fu costretta a ritirarsi, a causa delle grandi perdite.

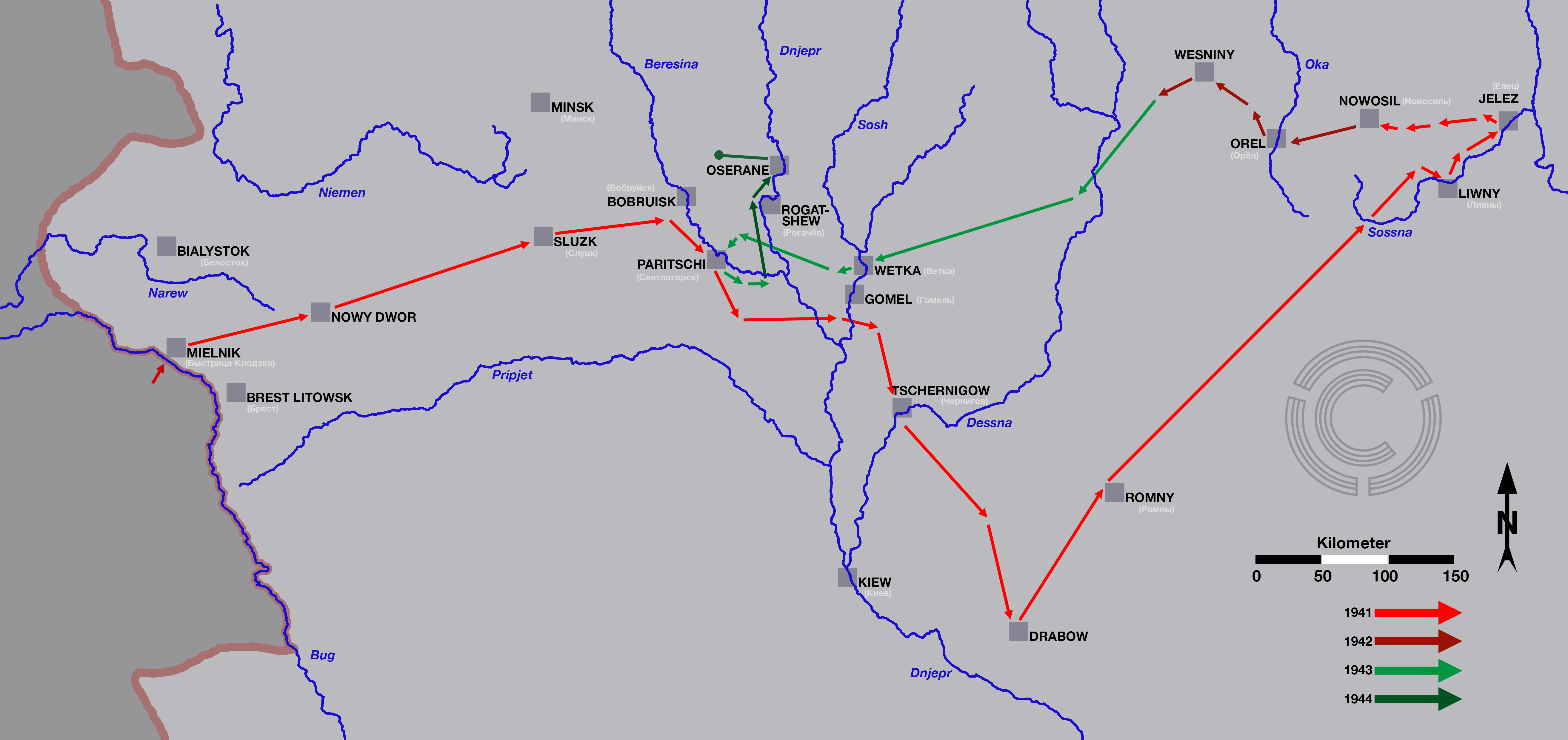
Spostamenti della 134. Infanterie-Division

Da dicembre 1943 al marzo 1944 rimase sulla Beresina, finché non fu schierata a nord di Rogachev. Il 24 giugno 1944, i sovietici iniziarono l'operazione Bagration contro la 9. Armee. Dopo un pesante cannoneggiamento dell'artiglieria e bombardamenti aerei la fanteria sovietica si avvicinò con il supporto dei carri armati e la divisione fu costretta a ritirarsi con grandi perdite; gran parte dell'artiglieria della divisione era già andata perduta. Nei giorni successivi combatté tra Mogilev, Bobruisk e Rogachev, perdendo un reggimento. Il Generalleutnant Ernst Philipp, comandante della divisione dall'inizio di giugno, cedette la guida della ormai non più esistente 134. Infanterie-Division (che era stata divisa in diversi gruppi di combattimento) al comandante del Grenadier-Regiment 439 e poi pose fine alla sua vita. Alcuni gruppi di combattimento della divisione raggiunsero la Beresina ed altri Bobruisk. Entro fine giugno la maggior parte delle truppe della divisione erano morte, disperse, ferite o catturate e solo circa 1.000 uomini riuscirono a ricongiungersi con le truppe tedesche.

## Ordine di battaglia
134. Infanterie-Division 1940
- Infanterie-Regiment 439
- Infanterie-Regiment 445
- Infanterie-Regiment 446
- Artillerie-Regiment 134
- Aufklärungs-Abteilung 134
- Pionier-Bataillon 134
- Panzerjäger-Abteilung 134
- Divisions-Nachrichten-Abteilung 134
- Divisions-Nachschubführer 134

134. Infanterie-Division giugno 1944
- Grenadier-Regiment 439
- Grenadier-Regiment 445
- Grenadier-Regiment 446
- Artillerie-Regiment 134
- Divisions-Füsilier-Bataillon 134
- Panzerjäger-Abteilung 134
- Pionier-Bataillon 134
- Feldersatz-Bataillon 134
- Divisions-Nachrichten-Abteilung 134
- Divisions-Nachschubführer 134

## Decorazioni
Alcuni soldati della 134. Infanterie-division furono premiati per le loro azioni in guerra:
- Croce Tedesca
  - in oro: 11
- Croce di Cavaliere della croce di ferro: 10
  - Croce di Cavaliere con foglie di quercia: 2
- Distintivo per combattimenti ravvicinati:
  - in bronzo: 3
  - in argento: 1
  - in oro: 1

## Comandanti
- Generalleutnant Konrad von Cochenhausen (5 ottobre 1940 - 12 dicembre 1941)
- Generalleutnant Hans Schlemmer (12 dicembre 1941 - febbraio 1943)
- Oberst Rudolf Bader (febbraio 1943 - luglio 1943)
- Generalleutnant Hans Schlemmer (luglio 1943 - luglio 1943)
- Oberst Rudolf Bader (luglio 1943 - febbraio 1944)
- Generalleutnant Ernst Philipp (febbraio 1944 - giugno 1944)[1]